# Doirani

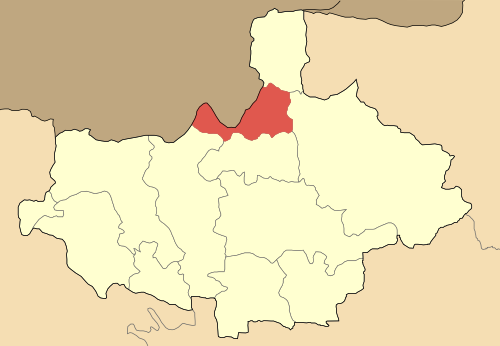
Dimos Doiranis.

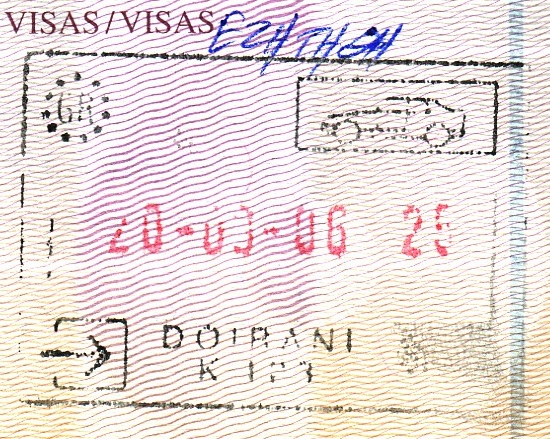
Sello de entrada en el espacio Schengen a Grecia desde Doirani.

Doirani (Δοϊράνη) es un municipio en la unidad periférica de Kilkis, Grecia, situada en las orillas del lago Doiran, que marca la frontera entre Grecia y Macedonia del Norte. Tiene una población de 2.208 hab. según el censo del año 2001. Es la parte griega del antiguo municipio de Doyuran, que fue dividido en 1913 por las nuevas fronteras creadas entre Grecia y lo que entonces fue Serbia. La parte en el otro lado de la frontera se llama Dojran. 
Doirani fue el lugar donde hubo bastante lucha interétnica durante la guerra macedonia a principios del siglo XX. Konstantinos Papagiannakis de Doirani fue el más prominente luchador macedonio griego en la región.